# Les Loups et les Brebis
Les Loups et les Brebis est la treizième fable du livre III de Jean de La Fontaine située dans le premier recueil des Fables de La Fontaine, édité pour la première fois en 1668.

## Illustrations

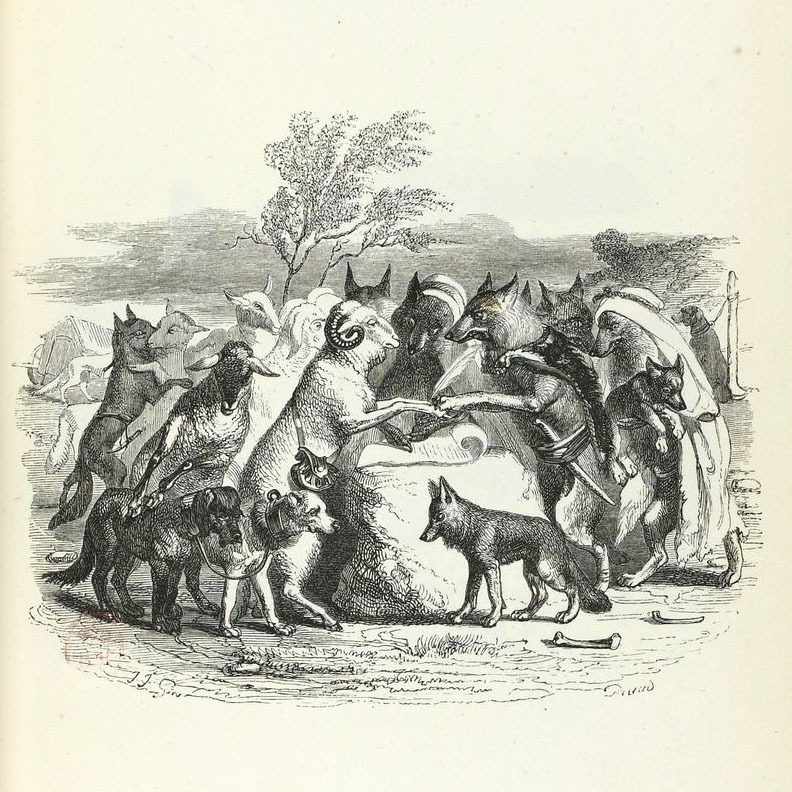
Dessin de Grandville (1838-1840)

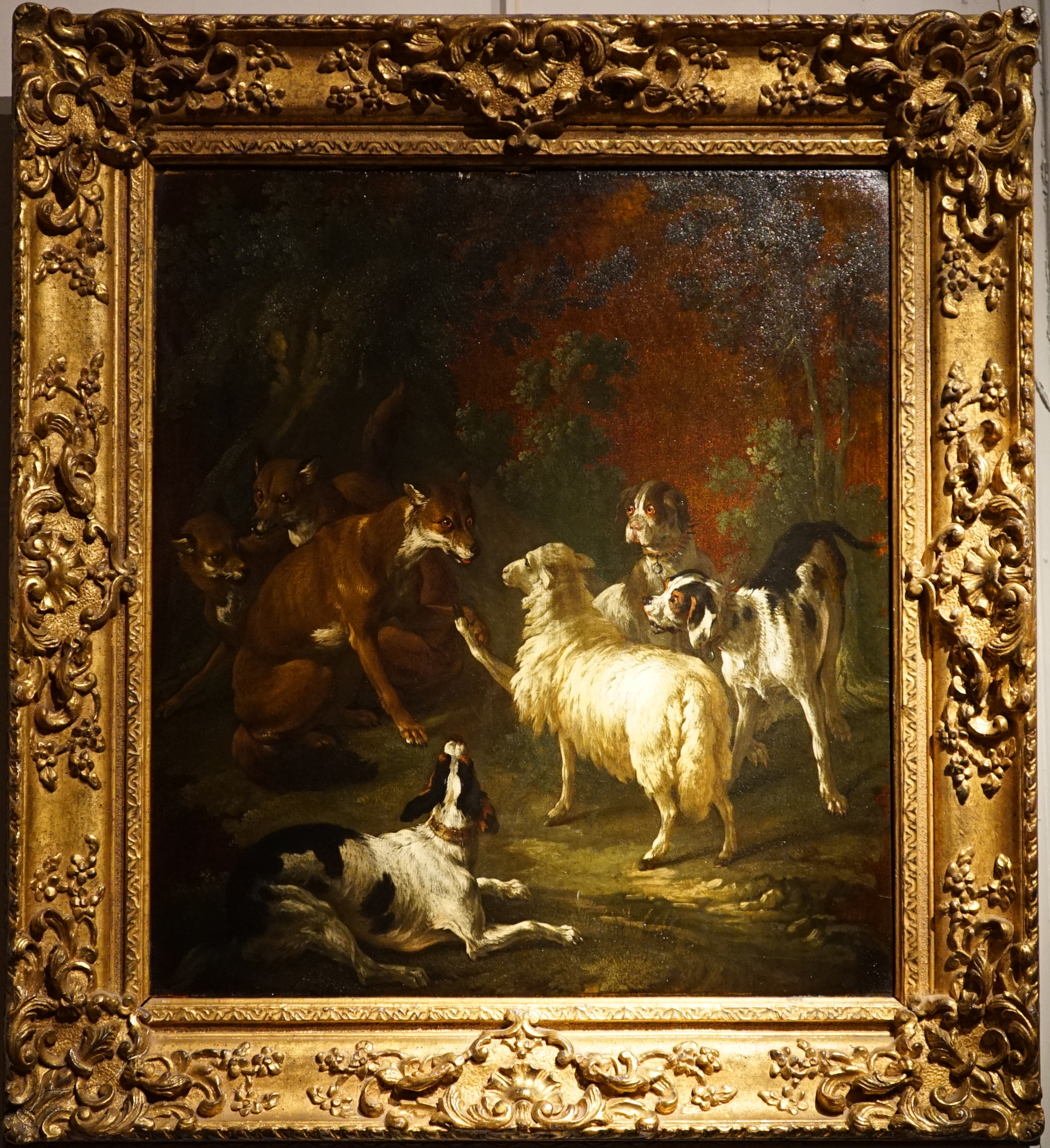
Tableau au musée Jean-de-La-Fontaine de Château-Thierry (Nuit européenne des musées 2015).

## Texte
LES LOUPS ET LES BREBIS
[Ésope + Isaac Nicolas Nevelet]

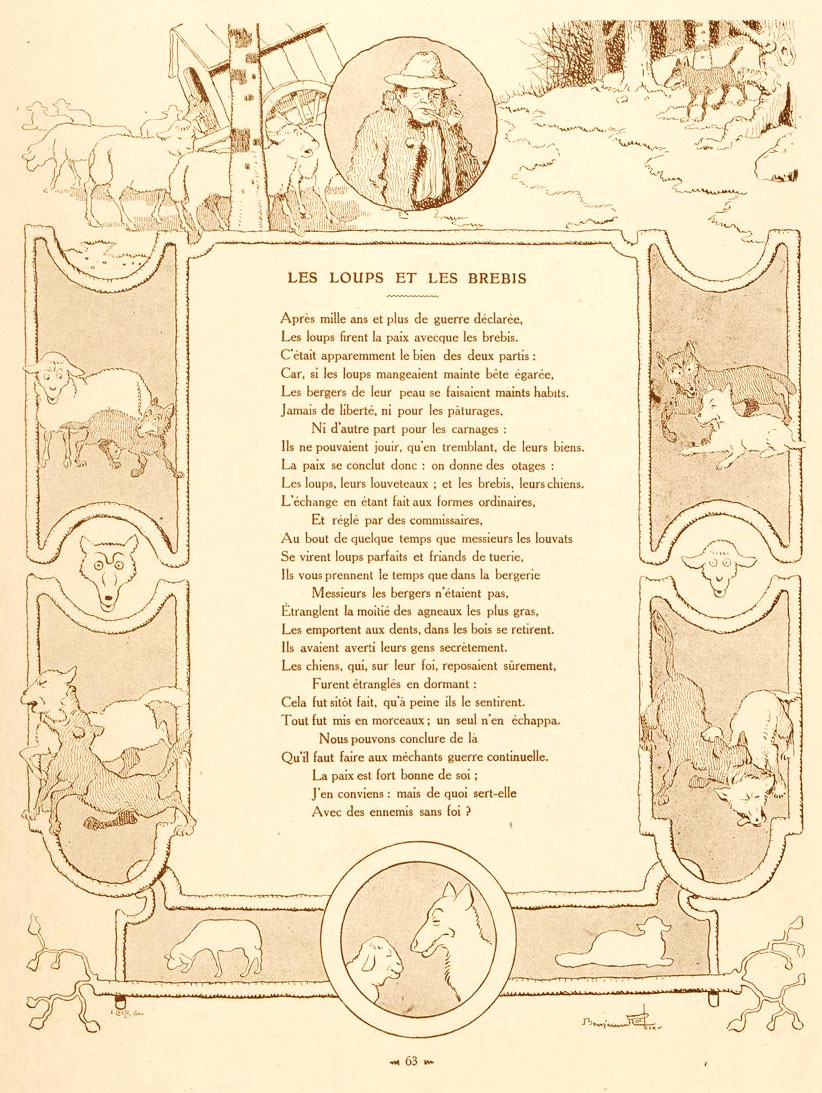
Illustration de Benjamin Rabier (1906)

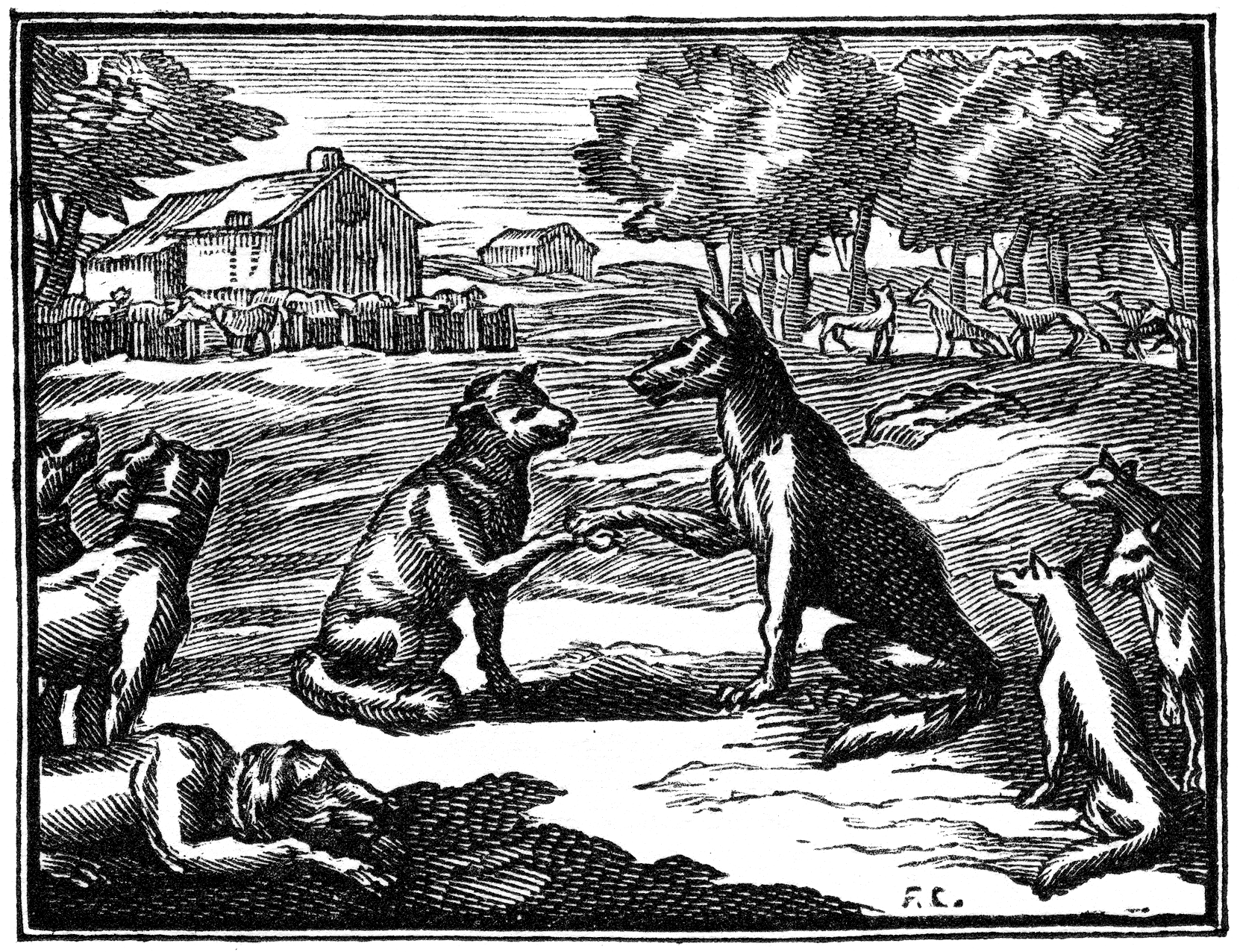
Gravure de François Chauveau (1613-1676)

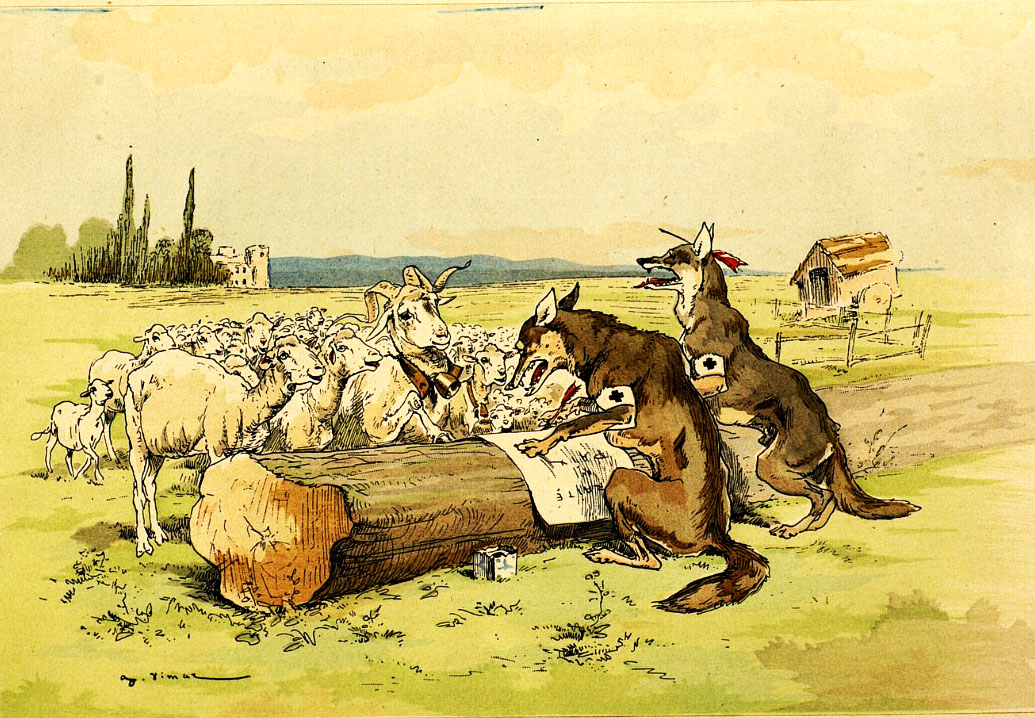
Illustration d'Auguste Vimar (1897)

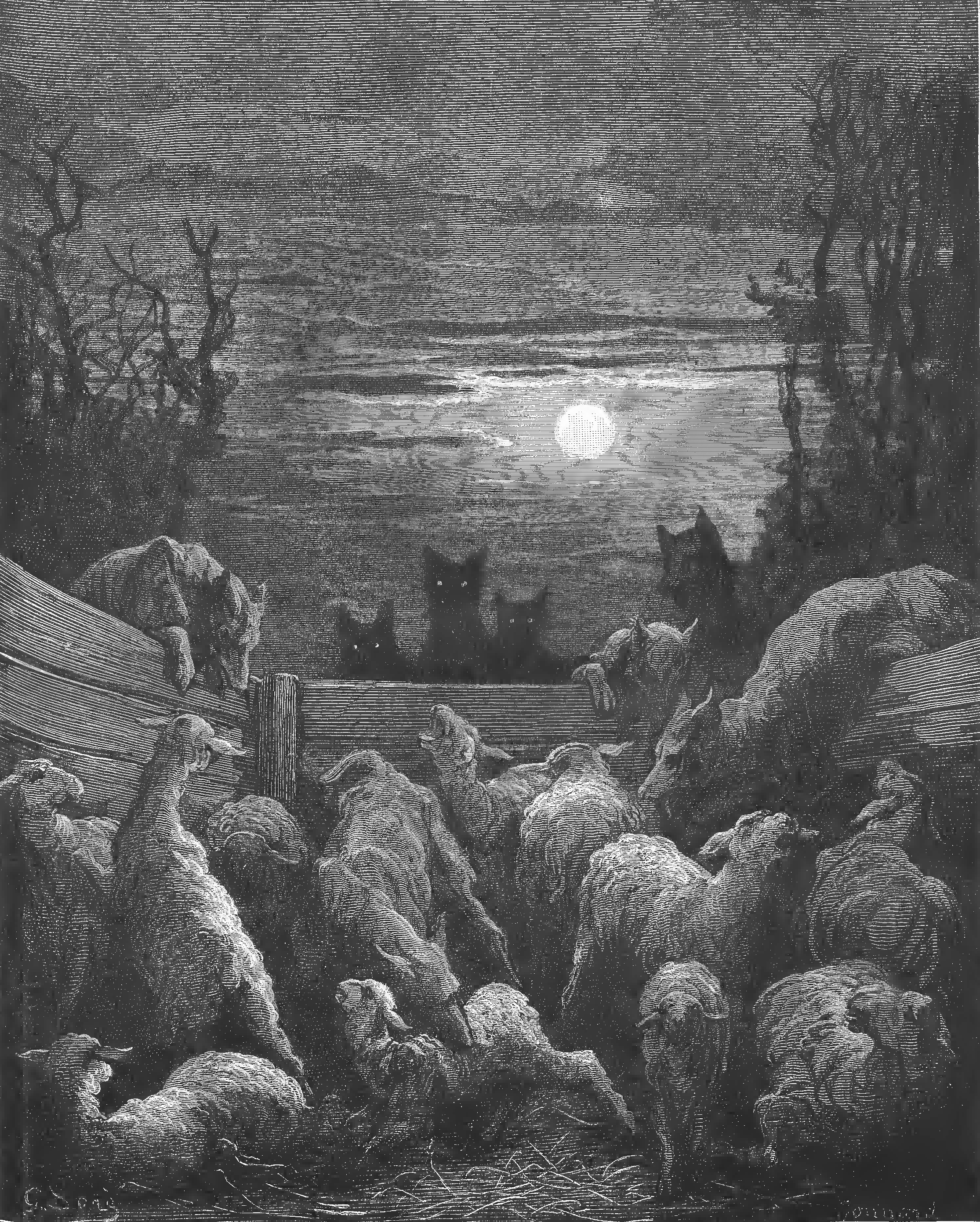
Gravure de Gustave Doré (1876)

Après  mille ans et plus de guerre déclarée,
Les  Loups firent la paix avec les Brebis.
C'était  apparemment le bien des deux partis :
Car, si les Loups mangeaient mainte bête égarée,
Les Bergers de leur peau se faisaient maints habits.
Jamais de liberté, ni pour les pâturages,
           Ni d'autre part pour les carnages :
Ils ne pouvaient jouir,  qu'en tremblant,  de leurs biens.
La paix se conclut donc ; on donne des otages :
Les Loups, leurs Louveteaux ; et les Brebis, leurs Chiens.
L'échange  en étant fait aux formes ordinaires,
           Et réglé par des commissaires (1),
Au bout de quelque temps (2) que Messieurs les Louvats (3)
Se virent Loups parfaits et friands de tuerie (4),
Ils vous prennent le temps que (5) dans la bergerie
           Messieurs les Bergers n'étaient  pas,
Étranglent  la moitié des Agneaux les plus gras,
Les emportent aux dents, dans les bois se retirent.
Ils avaient averti leurs gens secrètement.
Les Chiens, qui sur leur foi (6), reposaient sûrement,
           Furent étranglés en dormant :
Cela  fut sitôt fait qu'à peine ils le sentirent.
Tout fut mis en morceaux ; un seul (7) n'en échappa.
           Nous pouvons conclure de là
Qu'il faut faire aux méchants guerre continuelle.
           La paix est fort bonne de soi (8) :
           J'en conviens ; mais de quoi (9)  sert-elle
           Avec des ennemis sans foi ?

## Vocabulaire
(1) " Juge ou compagnie à qui le Roi attribue un pouvoir particulier [...] de juger souverainement certaine nature d'affaires en des Chambres ou des Bureaux " (dictionnaire de Furetière)
(2) Quelque temps après que
(3) louveteaux, petits de loup
(4) les loups deviennent adultes et aiment tuer
(5) Ils choisirent le temps où ...
(6) se fiant au traité de paix
(7) pas un seul
(8) en soi
(9) en quoi